# Підстаршина (клас військовиків)
Підстарши́на — представник молодшого командного та начальницького складу в збройних силах України на початку — середині ХХ століття.
Термін «підстарши́на» тотожній сучасному терміну сержантський та старшинський склад в Збройних силах України. Також відповідає терміну «унтер-офіцер» який використовується в деяких країнах (Німеччина, Нідерланди, Данія, Швеція та Норвегія), чи використовувався раніше (використовувався у збройних силах Австро-Угорщини та Російської імперії) і є його дослівним перекладом «підофіцер» (саме в такій якості використовується у Польщі).

## Козацька старшина
Назва «підстаршина» вказує на підпорядковане становище відносно старшин (офіцерів).
В Україні в XVI—XVIII століттях, «старшина» — керівна привілейована верхівка козацтва, козацькі урядники. Зародження козацької старшини розпочалося разом з виникненням українського козацтва в кінці XVI століття.
З введенням нового адміністративно-територіального поділу України на полки та сотні у XVII столітті, відбулася ієрархічна диференціація козацької старшини на генеральну, полкову та сотенну старшину. Незважаючи на це, деякі козацькі урядники маючі тимчасову владу не зараховувалися до відповідної старшини. Як то наприклад наказний полковник, не був членом полкової старшини.

## Перехід козацької старшини до імперської служби (друга половина XVIII ст.)
У зв'язку з переформуванням гетьманських та слобідських козацьких полків на регулярні імперські, козацькій старшині було запропоновано перейти на імперську військову службу чи отримати відставку («абшит»). Колишнім представникам козацької старшини, які вирішили піти у відставку (в «абшит»), та тим які вирішили продовжити службу, було надано цивільні, чи військові чини відповідно до Табеля про ранги. Коли представник старшини не брав участі у походах, то він отримував чин, на щабель нижче встановленого. Якщо представники генеральної та полкової старшини поповнили ряди імперського офіцерського корпусу, то представники сотенної старшини (окрім сотника), відповідно до Табеля про ранги вже не здобували, стаючи імперськими унтер-офіцерами. Так сотенний хорунжий, який брав участь у походах, становився вахмістром чи фельдфебелем, усі інші представники сотенної старшини могли розраховувати лише на чини унтер-офіцерів чи капралів.
| Посада (козацька старшина) | Військовий чин           | Цивільний чин           | Клас                   |
| -------------------------- | ------------------------ | ----------------------- | ---------------------- |
| Полковник                  | Підполковник             | Надвірний радник        | VII                    |
| Полковий обозний           | Прем'єр-майор            | Колезький асесор        | VIII                   |
| Полковий суддя             | Секунд-майор             | Колезький асесор        | VIII                   |
| Полковий осавул            | Ротмістр                 | Титулярний радник       | IX                     |
| Полковий хорунжий          | Поручник                 | Губернський секретар    | XII                    |
| Сотник                     | Поручник                 | Губернський секретар    | XII                    |
| Старший полковий писар     | —                        | Губернський секретар    | XII                    |
| Молодший полковий писар    | —                        | Кабінетський реєстратор | XIII                   |
| Сотенний хорунжий          | Вахмістр                 | -                       | Нижче табелі про ранги |
| Решта                      | Унтер-офіцери та капрали | -                       | Нижче табелі про ранги |

## Поява терміна у ХХ столітті
На початку ХХ століття з’являються українські національні військові формування. Першим таким формуванням були  Українські січові стрільці, українське добровольче національне формування (легіон) у складі австро-угорської армії. Військовики УСС мали українські звання, але вони були порівняні до австро-угорських. Серед іншого з’являється поділ військовиків на класи старшин (офіцерів), та підстаршин (унтер-офіцерів). Як і в цісарському війську підстаршини відрізнялися від старшин одностроями. В зв’язку з тим, що знаки розрізнення розміщувалися на петлицях, погони несли лише утилітарну функцію утримання амуніції, отож старшини погонів не мали взагалі. Також відрізнити підстаршину від старшини можна було по характерним целулоїдним гранованим зірочкам на петлицях (старшини мали на петлицях металеві зірочки).  До підстаршини відносилися військовики у рангах від вістуна до підхорунжого. Підхорунжий мав за знаки розрізнення окрім трьох целулоїдних шестипроменевих зірочок на петлиці, ще вузький золотистий галун, який йшов по петлиці.
Зі становленням УНР повстає Армія Української Народної Республіки. 16 січня 1918 року Центральна рада ухвалила закон про утворення народної армії на міліційній основі. Під впливом революційних подій, військові ранги було скасовано, а військовики розрізнялися за посадами . З’являється поділ на рядовиків, підстаршин (від ройового до бунчужного) та старшин.
29 квітня 1918 року внаслідок державного перевороту Павло Скоропадський бере владу в Україні, утворивши Українську Державу. За часів Другого Гетьманату, для військовиків встановлюються персональні військові звання. Військовики поділялися на рядовиків, підстаршин та старшин . Клас підстаршин нараховував у собі  три звання:  ройовий, чотовий та бунчужний. На флоті їм відповідали боцманмат, боцман та кондуктор.
Після повалення Гетьманату знову згідно з наказом Головної управи війська УНР (ГУВУНР) ч. 276 від 24 квітня 1919 року затверджуються нові знаки розрізнення для військових звань, а військовики поділяються на класи: козаки, підстаршини, та старшини.
Згідно з наказом Головної управи війська УНР (ГУВУНР) ч. 16 від 30 березня 1920 року вводяться нові знаки розрізнення та декілька змінюються назви класів військовиків та перелік звань. До підстаршин на цей час відносяться: ройовий, чотовий, бунчужний, та підхорунжий (до цього часу звання підхорунжого перше старшинське звання).
Українська Галицька армія (УГА) регулярна армія Західно-Української Народної Республіки (ЗУНР). Ступені та знаки розрізнення були введені Державним секретаріатом військових справ (ДСВС) Західної області УНР 22 квітня 1919 року. Військовики УГА поділялися на рядовиків, підстаршину, старшину та генералів. Підстаршинськими званнями були: підхорунжий, булавний десятник, старший десятник, десятник, вістун. На комірах одностроїв з’являються петлиці - «зубчатки», своєрідні петлиці, притаманні саме цій військовій формації. Згідно з типом зубчатки, була можливість визначити, до якого класу належить військовик, а також рід зброї. В залежності від роду зброї колір зубчатки міг бути синій (піхота), жовтий (кавалерія), сірий (технічні війська), червоний (артилерія) або малиновий (жандармерія). Зубчатка підстаршини та рядових військовиків, кольору роду військ, мала розміри 72×24 мм . Ранг військовиків визначався стрічками на рукаві, у підстаршин срібні стрічки на підкладі кольору зброї. Підстаршини мали срібну стрічку (старший стрілець, вістун та десятник завширшки 6 мм та завдовжки 12 см; старший десятник (у випадку «однорічника» — підхорунжий) одну срібну стрічку завширшки 14 мм, булавний одну срібну стрічку завширшки 14 мм та під нею другу 6 мм, бунчужний під ширшою дві стрічки по 6 мм.

## Після1921року
Після остаточної окупації України в 1921 році, цей термін продовжував використовуватися серед емігрантського середовища. На території УРСР, в лавах Червоної армії персональні військові звання були відсутні.

## Військові звання

### Сухопутні сили
- Ройовий (з 1918 року Українська Держава);
- Чотовий (з 1918 року Українська Держава);
- Бунчужний (з 1918 року Українська Держава);
- Вістун (з 1919 року УГА);
- Десятник (з 1919 року УГА);
- Старший десятник (з 1919 року УГА);
- Булавний десятник (з 1919 року УГА);
- Підхорунжий (з 1920 року УНР).

### Флот
- Боцманмат (з 1918 року Українська Держава);
- Боцман (з 1918 року Українська Держава);
- Кондуктор (з 1918 року Українська Держава).